# Municipio de Advance
El municipio de Advance (en inglés: Advance Township) es un municipio ubicado en el condado de Pembina en el estado estadounidense de Dakota del Norte. En el año 2010 tenía una población de 130 habitantes y una densidad poblacional de 1,4 personas por km².

## Geografía
El municipio de Advance se encuentra ubicado en las coordenadas 48°50′2″N 97°45′12″O / 48.83389, -97.75333. Según la Oficina del Censo de los Estados Unidos, el municipio tiene una superficie total de 92.96 km², de la cual 92,91 km² corresponden a tierra firme y (0,05 %) 0,05 km² es agua.

## Demografía
Según el censo de 2010, había 130 personas residiendo en el municipio de Advance. La densidad de población era de 1,4 hab./km². De los 130 habitantes, el municipio de Advance estaba compuesto por el 96,15 % blancos, el 2,31 % eran amerindios, el 0,77 % eran asiáticos y el 0,77 % eran de una mezcla de razas. Del total de la población el 0 % eran hispanos o latinos de cualquier raza.